# Sebastian Göbig
Sebastian Göbig (* 22. Juli 1985) ist ein deutscher ehemaliger Fußballspieler.

## Karriere
Beim unterfränkischen VfR Goldbach begann Göbig mit dem Fußballspielen, bevor er zur Viktoria ins benachbarte Aschaffenburg wechselte. Noch in der Jugendzeit war der SV Darmstadt 98 seine dritte Station. 
Zu Beginn seiner Karriere im Seniorenbereich ging er wieder zurück zu Viktoria Aschaffenburg, wechselte aber bereits nach einem halben Jahr und nur einem Oberligaspiel wieder auf die andere Seite der bayrisch-hessischen Grenze zum Verbandsligisten SV 1919 Bernbach. Dort hatte er in der Saison 2005/06 als rechter Außenstürmer seinen Durchbruch, als er mit 25 Toren Torschützenkönig wurde und so Bernbach zum Aufstieg in die Oberliga verhalf. Trotzdem verließ er die Hessen und wechselte in die Oberliga Baden-Württemberg, wo er eine Saison lang für den SV Waldhof Mannheim spielte.
2007 bekam er dann ein Angebot des Drittligisten FSV Frankfurt. Dort begann dann allerdings eine schwierige Zeit. Verletzungen, aber auch Probleme im persönlichen Umfeld warfen ihn zurück, so dass es im ersten Jahr nur zu drei Kurzeinwechslungen in der ersten Mannschaft kam. Der FSV stieg in die 2. Bundesliga auf und Göbig, der den Anschluss verloren hatte, wurde in die zweite Mannschaft versetzt.
Zwar spielte er weiterhin regelmäßig für das Reserveteam, das 2009 in die hessische Oberliga aufstieg, aber eine Profikarriere schien in weiter Ferne zu sein. Der inzwischen 24-Jährige begann eine Ausbildung zum Sport- und Fitnesskaufmann und arbeitete in der FSV-Geschäftsstelle, als ihn der Trainer Hans-Jürgen Boysen wieder für die Zweitligamannschaft entdeckte. Am 24. Oktober 2009 kam er schließlich zu seinem ersten Profieinsatz und spielte danach einige Male in der zweithöchsten Spielklasse. Zu Beginn der Rückrunde setzte ihn allerdings eine Verletzung einige Zeit außer Gefecht.
Ab August 2011 spielte Sebastian Göbig unter Trainer und Ex-Profi Jürgen Baier beim unterfränkischen Bezirksoberligisten SV Erlenbach. Dort schoss er in der vergangenen Saison 24 Tore und stieg mit seinem Team in die bayerische Landesliga Nordwest auf. Von 2015 bis 2017 folgten zwei Jahre VfR Goldbach, bevor er im Sommer 2017 wieder als Spielertrainer nach Erlenbach zurückkehrte. 2018 beendete er seine aktive Karriere.

## Titel / Erfolge
- Torschützenkönig der Verbandsliga Süd 2005/06 (25 Tore)
- Aufstieg in die Oberliga Hessen 2006 mit dem SV Bernbach
- Aufstieg in die 2. Bundesliga 2008 mit dem FSV Frankfurt
- Aufstieg in die Hessenliga 2009 mit FSV Frankfurt II
- Aufstieg in die Landesliga Nordwestbayern 2012 mit dem SV Erlenbach